# Quinta das Freiras

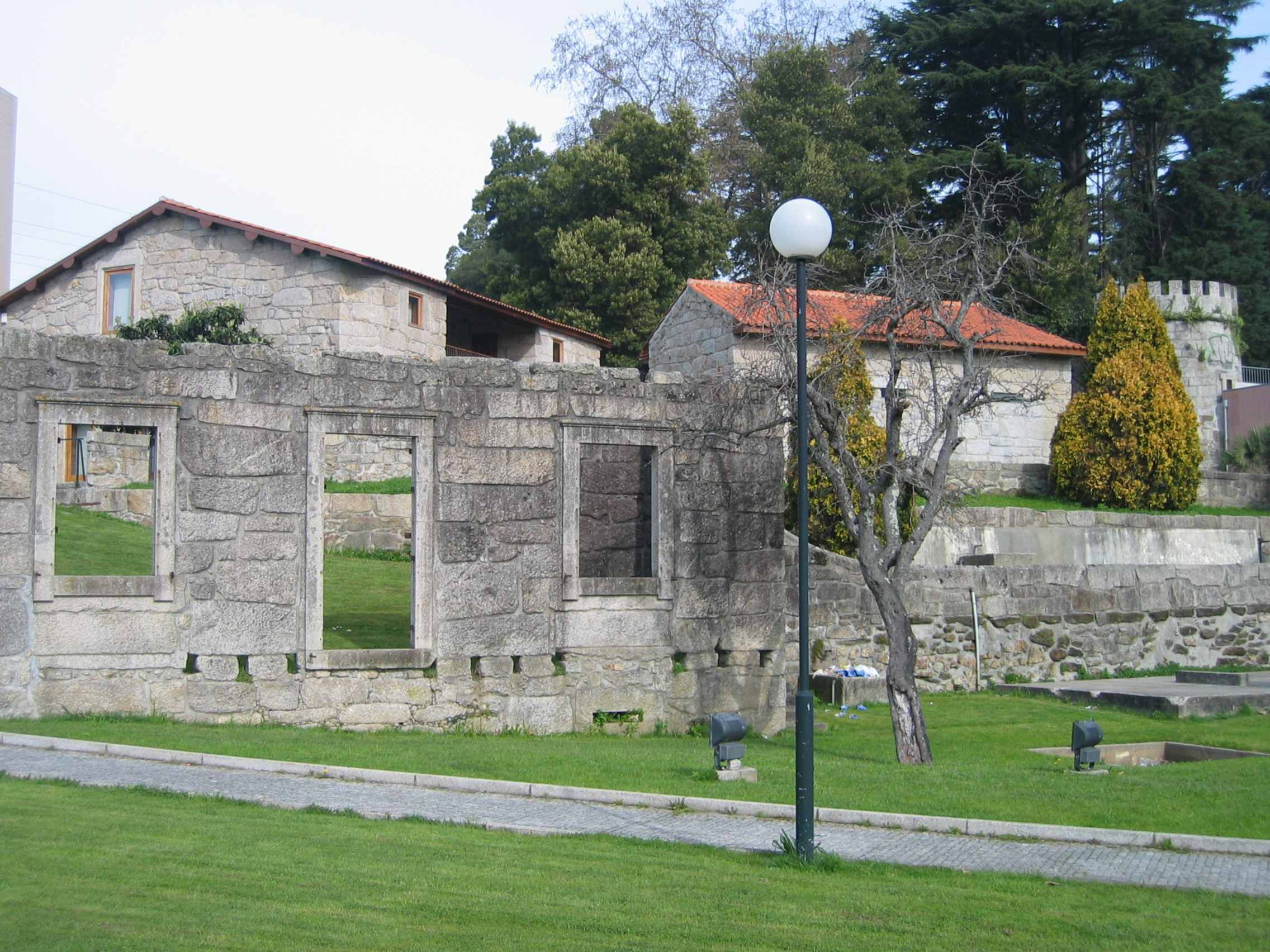
Quinta das Freiras.

A Quinta das Freiras é um espaço de lazer em Rio Tinto, no Município de Gondomar, Distrito do Porto, em Portugal.

## História
Acredita-se que a ocupação da região tomou impulso a partir de 1062, quando foi fundado o Mosteiro de São Cristóvão, próximo ao rio Tinto e numa zona de grandes espaços verdes (vegetação e áreas agrícolas). Em torno deste antigo mosteiro ter-se-á desenvolvido o núcleo urbano, o que parece ser corroborado pela presença da sua igreja.
De acordo com o testemunho do padre José Manuel Ramos, a Quinta pertencia a Santos Monteiro (1940-1950) que ali ergueu uma pequena casa. Posteriormente, a propriedade passou para a sua filha e marido. Foi na posse destes proprietários que a designação de Quinta das Freiras surgiu, tendo como base o Mosteiro de São Cristóvão.

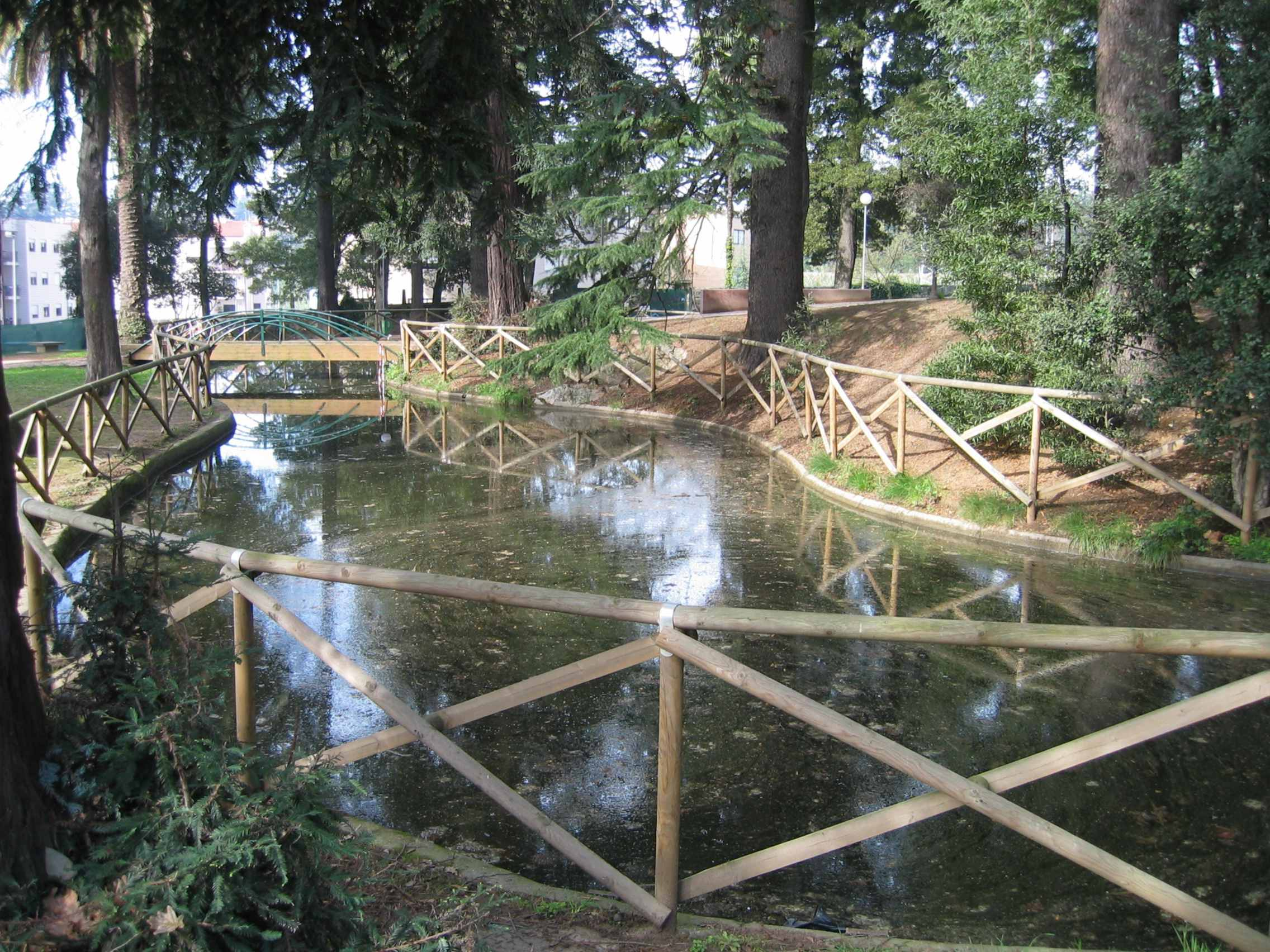
Quinta das Freiras.

O interesse da Câmara Municipal em adquirir a propriedade manifestou-se em 31 de Dezembro de 1964, vindo a aquisição a oficializar-se em 18 de Março de 1965. O presidente Domingos Sá interessou-se pelo projecto por considerá-lo uma fonte de progresso lúdico e gimnodesportivo da juventude (cf. Acta de 4 de Abril de 1965).
O espaço, entretanto, nunca foi aproveitado devidamente, nem pelos sucessivos autarcas, nem pela população de Rio Tinto, tendo sido vandalizado desde então.
Atualmente, o seu espaço arborizado a que se junta toda a área do designado Centro Cívico de Rio Tinto, constitui-se em oportunidade única instalação do parque autárquico da cidade, permitindo que a população possa usufruir de um verdadeiro espaço de lazer.